# Dongfeng (Jiamusi)
Der Stadtbezirk Dongfeng (chinesisch 东风区, Pinyin Dōngfēng Qū) ist ein Stadtbezirk der bezirksfreien Stadt Jiamusi in der nordostchinesischen Provinz Heilongjiang. Er hat eine Fläche von 169 km² und zählt 121.305 Einwohner (Stand: Zensus 2020).

## Administrative Gliederung
Auf Gemeindeebene setzt sich der Stadtbezirk aus fünf Straßenvierteln und zwei Gemeinden zusammen. 